# پادره بورگوس، کزون
پدر بورگوس، کزون (به لاتین: Padre Burgos, Quezon) یک منطقهٔ مسکونی در فیلیپین است که در کزون واقع شده‌است.

## خصوصیات
پدر بورگوس ۶۹٫۱۰ کیلومترمربع مساحت و ۲۲٬۴۶۰ نفر جمعیت دارد.